# Széles Flóra
Széles Flóra (Debrecen, 1990. február 22. –) magyar színésznő.

## Életpályája
Gyermekkorában szüleivel Vácra, majd Szegedre költöztek. 2008-ban érettségizett a szegedi Radnóti Miklós Kísérleti Gimnáziumban. A Szegedi Tudományegyetem jogi karán tanult tovább az érettségi után. 2014–2019 között a Színház- és Filmművészeti Egyetem zenés színész szakos hallgatója volt. 2012-ben indult az RTL Klubon futó X-Faktor című tehetségkutató műsorban is. 2019-től a Budapesti Operettszínház színésznője.
Párja Ágoston Péter színész.

## Fontosabb színházi szerepei

### Budapesti Operettszínház
- A cirkuszhercegnő – Mabel Gibson - műlovarnő (2025)
- Én és a kisöcsém – Kelemen Kató (2024)
- Carmen – Katarina, a polgármester lánya (2024)
- Az Orfeum mágusa – Ábrándy Bella – ifjú díva (2023)
- Szegény Dzsoni és Árnika – Árnika
- Mária főhadnagy – Lebstück Mária (2023)
- Monte Cristo grófja – Mercedes (2023)
- Veszedelmes viszonyok – Tourvelné (2022)
- Szabadság, szerelem (2022)
- Jekyll és Hyde – Emma Carew (2022)
- Nine – Luisa Contini – Guido felesége (2021)
- Hegedűs a háztetőn – Hódel, Tevje lánya (2021)
- A mosoly országa – Mi, a herceg testvére (2021)
- Tajtékos dalok – Ursula (2020)
- Marica grófnő – Liza (2020)
- Csárdáskirálynő – Stázi (2019)
- A Szépség és a szörnyeteg – Belle (2019)
- Carousel – Liliom (2019)

### Egyéb
- Meseautó – Kovács Vera (Veres1 Színház, 2024)
- Szép nyári nap – Juli (Veres1 Színház, 2024)
- Legendás Mátyás – Vándorok (6Szín Teátrum, 2023)
- Az operaház fantomja – Christine Daaé (Madách Színház, 2022)
- Mágnás Miska – Rolla (Szegedi Nemzeti Színház, 2019)
- Bonnie és Clyde – Blanche (Margitszigeti Szabadtéri Színpad, 2019)
- Mária főhadnagy – Panni (Veszprémi Petőfi Színház, 2019)
- Nyitott ablak (Veszprémi Petőfi Színház, 2018)
- A padlás – Süni (Vígszínház)
- Bob herceg (Szegedi Nemzeti Színház, 2013)

## Díjai, elismerései
- Bársony Rózsi-gyűrű (2020)[12]
- Honthy-díj (2024)[13]